# Betalning
Betalning är överföring av ersättning (oftast i form av pengar) för mottagna varor eller tjänster i en affärstransaktion. Betalningssätt kommer i flera olika former. Byteshandel, utbytandet av en god tjänst mot en annan, är en form av betalning. Den vanligaste tolkningen av betalning involverar användningen av pengar, checkar eller betal- och kreditkort samt banköverföringar. Betalningar kan också komma i mer komplicerade skepnader så som aktieemissioner eller transaktioner av vad som helst av värde eller till fördel för de båda parterna.
Alternativ betalning innebär betalmetoder som används som ett alternativ till kreditkortsbetalningar. De flesta alternativa betalmetoderna avser en inhemsk ekonomi eller har blivit specifikt utvecklade för elektronisk handel. Betalningssystemen styrs och drivs generellt av lokala banker. Varje alternativ betalmetod har sin egen unika ansöknings- och uppgörelseprocess, språk- och valutastöd och ingår i inhemska lager och regler.

## Typer
De mest vanliga alternativ betalmetoderna är betalkort, kort som går att ladda på, förbetalda kort, direktbetalning, banktransaktioner, telefon- och mobilbetalningar, checker, postanvisning och kontanta betalningar.
- Ett betalkort är ett kort i plast som erbjuder en alternativ betalning till kontanter när man handlar. Betal- och kreditkort används och accepteras i många länder och kan användas på försäljningsställen eller online.
- Förbetalda kort eller värdekort erbjuder betalning genom ett monetärt värde som finns på det fysiska kortet eller via insättningar på ett konto.
- En direktdebitering eller ett direktuttag är en typ av instruktion som en bankkontoinnehavare ger till sin bank för att samla in ett belopp direkt från ett annat konto. Det liknar en direkt insättning men initieras istället av mottagaren.
- En banköverföring (även kallat en elektronisk överföring) är en metod för att överföra pengar från en person eller ett institut (en enhet) till en annan..
- Online Banking ePayments (OBeP) liknar överföringar med bankgiro, men är utformade speciellt för användning inom online-handel.
- Mobila betalningar är en ny alternativ betalningsmetod - särskilt i Asien och Europa. Istället för att betala med kontanter, check eller kreditkort kan en konsument använda en mobiltelefon för att betala ett stort utbud av tjänster och varor. Avgifterna läggs sedan till på deras telefonräkning.

Forskning från det ledande analysföretaget för Fintech, Juniper Research, visar på att över 2 miljarder mobilanvändare kommer att ha använt sina mobiler för bankärenden innan slutet av år 2021. År 2018 var mängden kontanter i cirkulation i Sverige den lägsta sedan 1990. Detta är mer än 40 % skillnad sedan toppnivåerna år 2007. Nedgångarna under 2016 och 2017 slog alla rekord. En årlig undersökning av Insight Intelligence visade att enbart 25 % av svenskarna betalade med kontanter minst en gång i veckan under 2017, vilket är en nedgång på 63 % från för fyra år sedan. Hela 36 % använder aldrig kontanter, eller använder det endast 1-2 gånger per år.